# Jihlávka (nádraží)
Jihlávka je železniční stanice v jižní části obce Jihlávka v okrese Jihlava v Kraji Vysočina nedaleko Hamerského potoka. Leží na jednokolejné elektrizované trati Havlíčkův Brod – Veselí nad Lužnicí (25 kV, 50 Hz AC).

## Historie
Stanice byla vybudována státní společností Českomoravská transverzální dráha (BMTB), jež usilovala o dostavbu traťového koridoru propojujícího již existující železnice v ose od západních Čech po Trenčianskou Teplou. 3. listopadu 1887 byl zahájen pravidelný provoz v úseku z Veselí nad Lužnicí do Jihlavy. Vzhled budovy byl vytvořen dle typizovaného architektonického vzoru shodného pro všechna nádraží v majetku BMTB. V areálu nádraží bylo vystavěno též nákladové nádraží či bytové domy pro drážní zaměstnance.
Českomoravská transverzální dráha byla roku 1918 začleněna do sítě ČSD.
Elektrický provoz na trati procházející stanicí byl zahájen 28. května 1980.

## Popis
Nachází se zde dvě nekrytá jednostranná úrovňová nástupiště, k příchodu k vlakům slouží přechody přes koleje.